# Krisztián Kulcsár
Krisztian Kulsar est un escrimeur hongrois né le 28 juin, 1971. Son arme de prédilection est l'épée.
Il obtient la médaille d'argent à l'épée par équipes aux Jeux olympiques d'été de 1992 à Barcelone ainsi qu'aux Jeux olympiques de 2004 à Athènes. Après avoir temporairement mis fin à sa carrière, il devient champion du monde en 2007 à Saint-Pétersbourg.
En 2013, il est vice-président de la Fédération hongroise d'escrime.

## Palmarès
- Jeux olympiques
  -  Médaille d’argent à l’épée par équipe en 2004 à Athènes
  -  Médaille d’argent à l’épée par équipe en 1992 à Barcelone
- Championnats du monde d'escrime
  -  Médaille d’or à l’épée individuelle en 2007 à Saint-Pétersbourg
  -  Médaille d’or à l’épée par équipe en 2001
  -  Médaille d’or à l’épée par équipe en 1998
  -  Médaille d’argent à l’épée par équipe en 2007 à Saint-Pétersbourg
  -  Médaille d’or à l’épée par équipe en 1995
- Championnats d'Europe d'escrime
  -  Médaille d’or à l’épée par équipe en 2007
  -  Médaille d’or à l’épée par équipe en 1998
  -  Médaille d’or à l’épée par équipe en 2008
  -  Médaille d’or à l’épée individuelle en 2000